# Distretto di Emilio San Martín
Il distretto di Emilio San Martín è uno degli undici distretti della provincia di Requena, in Perù. Si trova nella regione di Loreto e si estende su una superficie di 4.572,56 chilometri quadrati.
Istituito il 22 gennaio 1912, ha per capitale la città di Tamanco.